# Діанівка
Діа́нівка (до 18 лютого 2016 року — Кіровське) — село (до 2011 року — селище) Хлібодарівської сільської громади Волноваського району Донецької області України.

## Географія
Селом тече Балка Грузька.

## Загальні відомості
Відстань до райцентру — 25 км, проходить автошляхом місцевого значення. Землі села межують із територією Нікольським районом Донецької області.

## Населення

### Мова
Розподіл населення за рідною мовою за даними перепису 2001 року:
| Мова            | Кількість | Відсоток |
| --------------- | --------- | -------- |
| російська       | 669       | 65.20%   |
| українська      | 343       | 33.43%   |
| грецька         | 5         | 0.49%    |
| білоруська      | 3         | 0.29%    |
| болгарська      | 1         | 0.10%    |
| інші/не вказали | 5         | 0.49%    |
| Усього          | 1026      | 100%     |

За даними перепису 2001 року населення становило 1026 осіб, із них 33,43 % зазначили рідною мову українську, 65,2 % — російську, 0,49 % — грецьку, 0,29 % — білоруську та 0,1 % — болгарську мову.